# Combat de Tlemss
Guerre du Sahel
Batailles
- Tlemss
- 1re Tilwa
- Tabankort
- Ouraren
- Adrar Bouss
- Agadez et Arlit
- Tchibarakaten
- Mangaïzé
- Tazalit
- 1re Bani Bangou
- 2e Tilwa
- Wanzarbé
- Abala
- Midal
- 1re Tongo Tongo
- 1re Ayorou
- 2e Tongo-Tongo
- Baley Beri
- 1re Inates
- 2e Inates
- Sanam
- Chinégodar
- 2e Ayorou
- 2e Bani Bangou
- Taroun
- Torodi
- Adabda
- Intagamey
- Koutougou
- Tabatol
- Takanamat
- Teguey
- Chatoumane

Le combat de Tlemss se déroule du 30 décembre 2009 au 1er janvier 2010 pendant la guerre du Sahel.

## Déroulement
Le 30 décembre 2009, dans le village de Tlemss, des soldats nigériens sont attaqués par des rebelles. Trois soldats et leur guide civil sont tués pendant la nuit. Les assaillants se replient ensuite sur le Mali mais un de leurs véhicules tombe en panne. Ils sont rejoints par les militaires et une nouvelle fusillade s'engage le 1er janvier, quatre soldats sont tués, ainsi que deux rebelles. Le bilan définitif est de sept militaires et trois assaillants tués. L'attaque n'est pas revendiquée mais Al-Qaïda au Maghreb islamique est suspectée. Des trafiquants sont également actifs dans la région, mais les rebelles étaient décrits comme lourdement armés, et les rebelles touaregs du MNJ, également présents sur ce territoire, avaient déposé les armes en octobre 2009,.